# Liste der Monuments historiques in Foissiat
Die Liste der Monuments historiques in Foissiat führt die Monuments historiques in der französischen Gemeinde Foissiat auf.

## Liste der Bauwerke
| Bezeichnung           | Beschreibung | Standort        | Kennzeichnung | Schutzstatus   | Datum     | Bild           |
| --------------------- | ------------ | --------------- | ------------- | -------------- | --------- | -------------- |
| Bauernhof in Le Tiret |              | Le Tiret (Lage) | PA00116402    | Inscrit Classé | 1925 1945 | weitere Bilder |

## Liste der Objekte
- Monuments historiques (Objekte) in Foissiat in der Base Palissy des französischen Kultusministeriums